# ドリス・レッシング
ドリス・メイ・レッシング（Doris May Lessing, CH 、1919年10月22日 - 2013年11月17日）はイギリス人作家。2007年にノーベル文学賞を受賞した。

## 経歴

### 生い立ち
1919年、ペルシャ（現イラン）のケルマーンシャーで、イングランド人の父アルフレッドと母エミリーの娘として生まれ、ドリス・メイと名付けられる。父アルフレッド・テイラーは、第1次世界大戦に従軍中に片足を失い、入院中にロイヤルフリー病院で担当した看護師エミリー・マックヴェイと出会って、結婚する。アルフレッドはその後、職を求めてペルシャに移住し、ペルシア帝国銀行に勤めた。ドリスが3歳の時にテヘランに移り、5歳の時にイギリスへ帰国、その半年後の1925年に、南ローデシア（現ジンバブエ）に1000エーカーの土地を購入して、移住しトウモロコシの栽培を始めたが、生活は楽ではなかった。
ドリスは幼い頃から本に親しみ、ドリスのために母はイギリスから多くの本を取り寄せてくれた。ソールズベリー（現ハラレ）カトリック系の女学校であるドミニカ女子高等学校に入学するが、14歳で中途退学、以後独学を続けた。15歳で家も離れると、ヨハネスブルグやソールズベリー近くで、看護婦やメイドとして働き始めた。この時、雇い主からもらった政治や社会学の本を読み始め、一旦農場に戻り、習作を書き始めた。19歳で電話交換手に転職すると、すぐにイギリスの現地官吏で10歳年上のフランク・ウィスドムと結婚、2人の子供をもうけたが1943年に離婚し、子供とも別れる。人種問題に関心を持ち始め、亡命ドイツ人達のマルクス主義運動に参加し、活動を通じて知り合ったドイツ人移民ゴットフリート・レッシングと1945年に再婚し一男をもうけるが、1949年に離婚した。「レッシング」という姓はこの夫のものである。この間に、地方誌に詩や短編を発表する。

### 作家活動
1949年に息子と共にイギリスに渡り、翌1950年に帰国前に執筆していた、ローデシアを舞台とした自身初の著書『草は歌っている』（The Grass is Singing）を出版し好評となる。1952年からはアフリカ育ちの少女の内面的な成長を描く、自伝的要素を持つ『マーサ・クエスト』(Martha Quest)を始めとする「暴力の子供たち」5部作を発表。この第5作『四つの門のある都市』では舞台はロンドンに移り、人間の無意識や狂気についてのレッシング独自の見解も盛り込まれている。1954年に共産党に入党し、党の出版活動に従事するが、1956年に離党。原水爆禁止運動にも積極的に参加していた。その後も共産党の有力な支持者として20年間に亘ってMI5に監視されていた。また1950年代の「怒れる若者たち」のエッセイ集『宣言(Declaration)』に「小さな個人の声」を寄せて、作家が現実に積極的に関与すべきことを述べている。1962年に女性の自立、様々な差別などの社会問題を題材にした『黄金のノート』（The Golden Notebook）を出版し一躍名を高め、この作品によって当時のウーマン・リブ運動の理論的指導者とみなされるが、自身は運動への参加を拒否した。
1950年代以来、男女の愛憎と、女性の自立をテーマにした作品を書き続け、マーガレット・ドラブルは1980年の日本での講演「女性の小説の伝統 (The Tradition of Women’s Fiction - Lectures in Japan)」で、『黄金のノート』は女権拡大運動のバイブルになっており、レッシングはイギリスの女性作家に多大な影響を与えていると述べている。
1974年には、最終戦争後のイギリスを描いた『生存者の回想』を発表。1979年からは、宇宙の彼方から地球（シカスタ）を眺めて描くSF的な物語「アルゴ座のカノープスシリーズ」を発表する。またこの時期、ジェーン・ソマーズ(Jane Somers)のペンネームで、中年女性の現実を描く2作を書いた。
1980年代にジンバブエを再訪し、村に本を送る活動の組織にも所属した。1982年には講演旅行で来日。『The Making of the Representative for Planet 8』はフィリップ・グラスによりオペラ化され、歌詞はレッシングが担当した。1985年には北アイルランド問題にかかわるテロリストを描いた『善良なテロリスト』が絶賛を浴びた。アフガニスタン救援活動にも参加し、1986年にソ連侵攻下のアフガニスタンを訪問して、その時のルポを『アフガニスタンの風』として発表している。また南アフリカのアパルトヘイトを非難して、1956年から1995年まで入国を禁止されていた。反核運動にも参加。
2013年11月17日に94歳で死去。

### 受賞歴
1954年、短編「Five」でサマセット・モーム賞受賞。1981年オーストリア国家賞受賞。1984年ドイツ連邦共和国シェイクスピア賞受賞。1985年に『善良なテロリスト』でブッカー賞にノミネートされ、W・H・スミス文学賞、モンデッロ賞受賞を受賞した。1989年に『The Fifth Child』でグリンザネ・カヴール賞受賞。
長年ノーベル文学賞の候補となっていたが、2007年に受賞し、ノーベル文学賞では歴代最高齢の受賞者となった。受賞理由は、「女性の経験を描く叙事詩人であり、懐疑と激情、予見力をもって、対立する文明を吟味した」（that epicist of the female experience, who with scepticism, fire and visionary power has subjected a divided civilisation to scrutiny.）。授賞式は腰痛で欠席したが、代読された受賞スピーチのタイトルは「ノーベル賞を取れないことについて(On not winning the Nobel Prize)」で、ジンバブエで学校で本が手に入らない現実と、本の重要性を語っている。

## 主な著作

### 長篇小説
- The Grass is Singing（1950）（日本語訳『草は歌っている』山崎勉・酒井格訳、晶文社、1970年）
- A Proper Marriage (1954)
- Retreat to Innocence (1956)
- A Ripple from the Storm (1958)
- The Golden Notebook（1962）（日本語訳『黄金のノート』石村崇史・市川博彬訳、英雄社、1983年（エディ・フォア、2008年））
- Landlocked (1965)
- The Four-Gated City (1969)
- Briefing for a Descent into Hell（1971）
- The Summer Before the Dark（1973）（日本語訳『暮れなずむ女』山崎勉訳、三笠書房、1975年（水声社、叢書フィクションの楽しみ、2007年））
- Memoirs of a Survivor（1974）（日本語訳『生存者の回想』大社淑子訳、サンリオ文庫 1984年（水声社、叢書フィクションの楽しみ、2007年））
- The Diary of a Good Neighbour（1983）（ジェーン・ソマーズ名義）（日本語訳『夕映えの道―よき隣人の日記』篠田綾子訳、集英社、2003年）
- If the Old Could... (1984) （ジェーン・ソマーズ名義）
- The Good Terrorist (1985）
- The Fifth Child（1988）（日本語訳『破壊者ベンの誕生』上田和夫訳、新潮社〈新潮文庫〉、1994年）
- Playing the Game（1995）
- Love, Again（1996）（日本語訳『ラブ・アゲイン』山本章子訳、アストラル、2004年）
- Mara and Dann（1999）
- Ben, in the World（2000） – sequel to The Fifth Child
- The Sweetest Dream（2001）
- The Story of General Dann and Mara's Daughter, Griot and the Snow Dog（2005） – sequel to Mara and Dann
- The Cleft（2007）

The Children of Violence　『暴力の子供たち』シリーズ（1952年-1969年）
- Martha Quest（1952）
- A Proper Marriage（1954）
- A Ripple from the Storm（1958）
- Landlocked（1965）
- The Four-Gated City（1969）

The Canopus in Argos: Archives|Canopus in Argos|Canopus in Argos: Archives　『アルゴ座のカノープスシリーズ（1979年-1983年）
- Shikasta（1979）（日本語訳『シカスタ―アルゴ座のカノープス』大社淑子訳、サンリオ文庫、1986年（水声社、叢書フィクションの楽しみ、2007年））
- The Marriages Between Zones Three, Four and Five（1980）
- The Sirian Experiments（1980）
- The Making of the Representative for Planet 8（1982）
- The Sentimental Agents in the Volyen Empire（1983）

### 短篇小説集
- This Was the Old Chief's Country 1951年
- Five Short Novels  1953年
- The Habit of Loving 1957年
- A Man and Two Women 1963年
- African Stories 1964年
- Winter in July 1966年
- The Black Madonna 1966年
- The Story of a Non-Marrying Man 1972年
- This Was the Old Chief's Country: Collected African Stories, Vol. 1 1973年　（日本語訳『老首長の国―ドリス・レッシング アフリカ小説集』青柳伸子訳、作品社、2008年
（「老首長ムシュランガ」「草原の日の出」「呪術はお売りいたしません」「二つ目の小屋」「厄介もの」「デ・ヴェット夫妻がクルーフ農場にやってくる」「リトル・テンビ」「ジョン爺さんの屋敷」「レパード・ジョージ」「七月の冬」「ハイランド牛の棲む家」「エルドラド」「アリ塚」「空の出来事」）
- The Sun Between Their Feet: Collected African Stories, Vol. 2 1973年
- To Room Nineteen: Collected Stories, Vol. 1 1978年（『ドリス・レッシングの珠玉短編集 男と女の世界』羽多野正美訳 英宝社 2001年）
- The Temptation of Jack Orkney: Collected Stories, Vol. 2 1978年
- Stories 1978年
- Through the Tunnel 1990年
- London Observed: Stories and Sketches 1992年
- The Real Thing: Stories and Sketches 1992年
- Spies I Have Known 1995年
- The Pit 1996年
- The Grandmothers: Four Short Novels 2003年（『グランド・マザーズ』山本章子訳 集英社 2009年）
（「グランド・マザーズ」「ヴィクトリアの運命」「最後の賢者」「愛の結晶」）
- （日本オリジナル編集）『一人の男と二人の女』行方昭夫訳 福武書店 1990年（「陰の女」「わがともジューディス」「一人の男と二人の女」「あまり愉快でない話」）

### 猫に関する本
- Particularly Cats 1967年（短編小説とエッセイ）（日本語訳『なんといったって猫』深町眞理子訳、晶文社、1987年）
- Particularly Cats and Rufus the Survivor 1993年（短編小説とエッセイ）
- The Old Age of El Magnifico 2000年 （短編小説とエッセイ）
- On Cats 2002年（上記3冊からの再編集）

### 戯曲
- Each His Own Wilderness 1959年
- Play with a Toger 1962年

### 詩集
- Fourteen Poems' 1959年

### ノンフィクション・エッセイ
- Going Home 1957年（回想録）
- In Pursuit of the English 1960年
- The Wind Blows Away Our Words 1987年（『アフガニスタンの風』加地永都子訳、晶文社、1988年）
- African Laughter: Four Visits to Zimbabwe 1992年（回想録）
- Under My Skin: Volume One of My Autobiography, to 1949 1994年
- Walking in the Shade: Volume Two of My Autobiography, 1949 to 1962 1997年
- Alfred and Emily 2008年（小説と回想）

## 原作作品
- Killing Heat 1981年（原作『草は歌っている』）
- 『美しい絵の崩壊』Adre 2013年（原作「グランド・マザーズ」）ロビン・ライト、ナオミ・ワッツ

## 研究書
- 『ドリス・レッシングを読む』 /大社淑子著 水声社 2011.12.